# Petr Hapka
Petr Hapka (ur. 13 maja 1944, zm. 25 listopada 2014) – czeski kompozytor.

## Wybrana muzyka filmowa
- 1973: Akcja Bororo
- 1975: Dziewczęta z porcelany
- 1976: Lato z kowbojem
- 1977: Różowe sny
- 1978: Piękna i potwór
- 1981: Karkonosz i narciarze
- 1981: Dziewczyna z muszlą
- 1981: Niewierność po słowacku
- 1981: Spluwy i pestki
- 1981: Właściwie jesteśmy normalni
- 1982: Wampir z Feratu
- 1983: Tysiącletnia pszczoła
- 1985: Utracona szansa
- 1985: Pani Zima
- 1986: Operacja mojej córki
- 1988: Cóż to za wojak?
- 1989: Dwaj ludzie w zoo
- 1992: Królewna Śnieżka
- 1992: Chodzi po mieście Mikołaj
- 1994: Krowa
- 1994: Anielskie oczy
- 1994: Fajny sezon
- 1995: Moja siostra Fany
- 2004: Przy naszym rynku
- 2007: Maharal – tajemnica talizmanu
- 2010: Deszczowa wróżka

## Nagrody
| Rok  | Film                  | Nagroda    | Kategoria        | Wynik     |
| ---- | --------------------- | ---------- | ---------------- | --------- |
| 2000 | Hanele                | Czeski Lew | Najlepsza muzyka | Nominacja |
| 2003 | Fimfárum Jana Wericha | Czeski Lew | Najlepsza muzyka | Nominacja |